# Stanisław Deczkowski

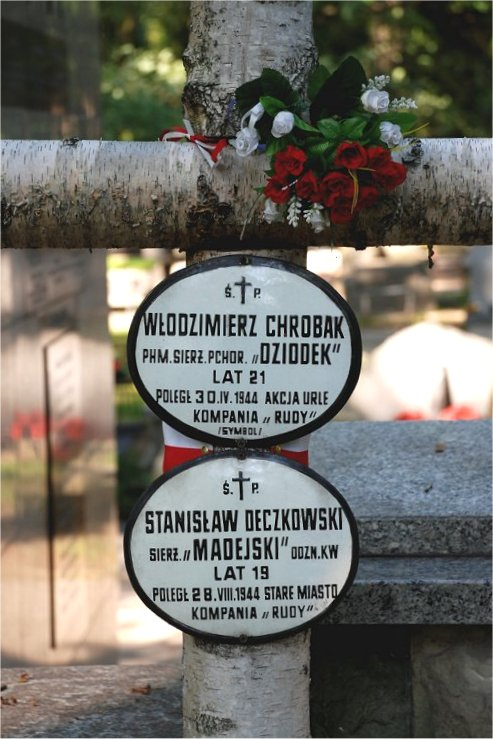
Grób na Powązkach Wojskowych

Stanisław Zdzisław Deczkowski ps. „Madejski” (ur. 25 lipca 1925 w Warszawie, zm. 28 sierpnia 1944 tamże) – sierżant, uczestnik powstania warszawskiego w II plutonie „Alek” 2. kompanii „Rudy” batalionu „Zośka”. 

## Życiorys
Syn Juliana Deczkowskiego i Marianny z d. Kapuścińskiej, brat Juliusza Bogdana Deczkowskiego. Uczył się w Liceum im. Tadeusza Reytana w Warszawie. Podczas okupacji hitlerowskiej działał w konspiracji, był członkiem Szarych Szeregów.
Należał do Brygady Dywersyjnej „Broda 53” Kedywu Komendy Głównej Armii Krajowej. W powstaniu uczestniczył m.in. w zdobyciu obozu „Gęsiówki”. Poległ 28. dnia powstania warszawskiego zasypany gruzami domu przy ul. Franciszkańskiej 12 na Starym Mieście w czasie bombardowania kwater kompanii „Rudy”. Miał 19 lat. Ekshumowany 12 marca 1950 spod gruzów budynku przy Franciszkańskiej 12 i pochowany w kwaterach żołnierzy i sanitariuszek batalionu „Zośka” na Wojskowych Powązkach w Warszawie wraz z phm. sierż. pchor. Włodzimierzem Chrobakiem (kwatera 20A-2-27).
Został odznaczony Krzyżem Walecznych.